# Hàng không năm 1942
Đây là danh sách các sự kiện hàng không nổi bật xảy ra trong năm 1942:

## Các sự kiện

### Tháng 1
- 30 tháng 1 - Hãng hàng không Canadian Pacific Air Lines được thành lập do việc mua lại và liên kết của Arrow Airways và Canadian Airways, cùng với mọi chi nhánh con khác nhau.

### Tháng 4
- 18 tháng 4 - Đại tá James Doolittle dẫn đầu một phi đội máy bay tấn công vào Nhật Bản lần đầu tiên, gồm 16 chiếc B-25 Mitchell cất cánh từ tàu sân bay USS Hornet, sự kiện này còn được biết đến với tên gọi là "cuộc không kích Doolittle".
- 22 tháng 4 - USAAF thành lập China Ferry Command để hỗ trợ các đơn vị quân Đồng minh trong các cuộc tấn công China Burma India Theater.

### Tháng 5
- 4 tháng 5-8 - Trận biển Coral, cuộc chiến giữa các tàu sân bay của Hải quân Hoa Kỳ và Hải quân Đế quốc Nhật Bản. Tàu sân bay hạng nhẹ của Nhật Shōhō và đánh đắm và tàu Shōkaku bị hư hỏng nặng trong khi chiếc USS Lexington của Mỹ cũng bị đánh đắm.

### Tháng 6
- 4 tháng 6-7 - Trận Midway, điểm nhấn của cuộc chiến trên Thái Bình Dương. Nhật Bản mất 4 tàu sân bay, Akagi, Kaga, Sōryū, và Hiryū. Mỹ mất tàu sân bay USS Yorktown

### Tháng 7
- July18 tháng 7 - Một mẫu thử nghiệm của Messerschmitt Me 262 thực hiện chuyến bay đầu tiên, nó sử dụng động cơ phản lực, phi công thử nghiệm là Fritz Wendel. Chuyến bay trước đây là dùng động cơ cánh quạt.

### Tháng 9
- 30 tháng 9 - Phi công "át" của Đức, Hans-Joachim Marseille chết trong khi máy bay của anh ta đã chiến đấu. Anh ta đã bắn hạ 158 chiếc máy bay.

### Tháng 10
- 3 tháng 10 - Tên lửa A4 đầu tiên, sau này được gọi với tên gọi là V-2, bay từ Peenemünde, với tầm bay là 190 km (119 miles) trong 296 giây, đạt độ cao là 84.5 km (53 miles).

### Tháng 11
- 28 tháng 11 - Phi công Australia F/Sgt Ron Middleton được truy tặng Huân chương Victoria cho sự dũng cảm của mình, khi đã đưa máy bay lần đồng đội của mình về đến căn cứ sau một cuộc tấn cong vào Torino, Italy.

### Tháng 12
- 4 tháng 12 - Máy bay ném bom của USAAF, tấn công vào Ý lần đầu tiên.

## Chuyến bay đầu tiên
Tháng 1
- 7 tháng 1 - Supermarine Seafire
- 14 tháng 1 - Sikorsky XR-4

Tháng 2
- 27 tháng 2 - Blackburn Firebrand

Tháng 3
- Focke-Achgelis Fa 330, máy bay cánh quạt
- 20 tháng 3 - Mitsubishi J2M

Tháng 4
- 24 tháng 4 - Miles Martinet mẫu thử nghiệm LR241
- 26 tháng 4 - XB-28 Dragon

Tháng 5
- 26 tháng 5 - Northrop XP-61

Tháng 6
- 26 tháng 6 - Grumman XF6F

Tháng 7
- 5 tháng 7 - Avro York
- 10 tháng 7 - A-26 Invader

Tháng 9
- 2 tháng 9 - Hawker Tempest
- 12 tháng 9 - Miles Messenger
- 21 tháng 9 - Boeing XB-29

Tháng 11
- 15 tháng 11 - Heinkel He 219

Tháng 12
- Messerschmitt Me 264

## Bắt đầu hoạt động
Tháng 1
- Grumman TBF Avenger trong phi đội VT-8 thuộc Hải quân Hoa Kỳ